# هيلموت شنايدر (ممثل)
هيلموت شنايدر (بالألمانية: Helmuth Schneider)‏ هو ممثل ألماني، ولد في 18 ديسمبر 1920 في ألمانيا، وتوفي في 17 مارس 1972 في البرازيل بسبب حادث مرور.

## أعمال

### أفلام
- (1968) آخر سلالة الموهيكيين

## وصلات خارجية
- هيلموت شنايدر على موقع IMDb (الإنجليزية)
- هيلموت شنايدر على موقع ألو سيني (الفرنسية)
- هيلموت شنايدر على موقع قاعدة بيانات الفيلم (الإنجليزية)
- هيلموت شنايدر على موقع كينوبويسك (الروسية)